# آلکساندر تورس
آلکساندر تورس (به پرتغالی: Carlos Alexandre Torres) مدافع اهل برزیل است که در شهر ریودو ژانیرو و در تاریخ ۲۲ اوت ۱۹۶۶ به دنیا آمده‌است.
آلکساندر تورس در تیم‌های فوتبال Fluminense، واسکو دوگاما، ناگویا گرامپوس، واسکو دوگاما سابقهٔ حضور دارد.